# 安全キャビネット

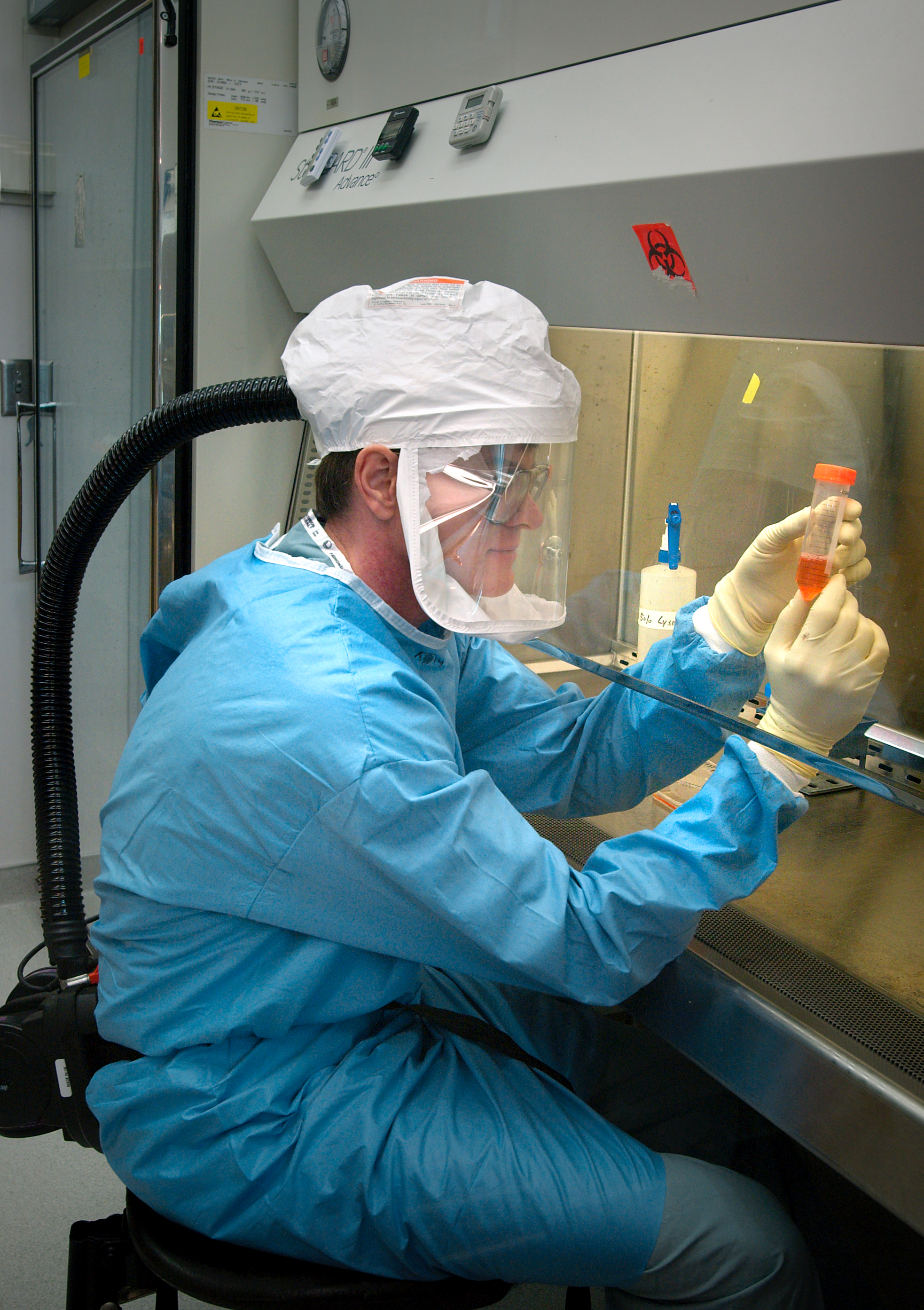
アメリカ疾病予防管理センターによる安全キャビネットでの作業光景

安全キャビネット (あんぜんキャビネット、biological safety cabinet、BSC、バイオハザード対策用キャビネット）は、バイオハザードを封じ込めるための箱状の実験設備である。
端的に言えば、排気を滅菌するドラフトチャンバーである。

## 概要
病院の検査室や感染症の研究所、大学の実験室等で病原体や遺伝子組換え生物を取り扱う実験者は、検体の感染症に感染してしまったり、有害な新規生物を漏洩してしまったりする危険がある。
この危険を回避するには、検体に含まれる病原体が実験者側に漏洩しないよう封じ込める必要がある。
安全キャビネットは、ドラフトチャンバーの排気口にHEPA等エアフィルターを取り付け、バイオハザードが箱外に漏出しないようにしたものである。これに滅菌吸気やエアカーテン、隔壁等を加え、無菌操作の便や安全性を高めたものもある（クラスII、クラスIII）。
日本工業規格における規格番号はJIS K 3800である (日本空気清浄協会 & 日本規格協会 2000)。

## 法規制
安全キャビネットは、中〜高度のバイオハザードを取り扱う施設に必須の設備である。
日本では、感染症の予防及び感染症の患者に対する医療に関する法律（感染症法）の定める特定病原体等取扱施設の施設要件の一として、厚生労働省 (2007) の基準を満たした安全キャビネットの設置が義務付けられている (厚生労働省 2008, 第十一章) 。
また、遺伝子組換え生物等に関しては遺伝子組換え生物等の使用等の規制による生物の多様性の確保に関する法律（カルタヘナ法）によって、安全キャビネットの設置が義務付けられている。
安全キャビネットの製造や販売にあたっては、JIS K 3800 (日本空気清浄協会 & 日本規格協会 2000) とNSF/ANSI Standard 49 (NSF & ANSI 2008) が基準として広く認識されている (日野 2006, pp. 195–196) 。

## 分類

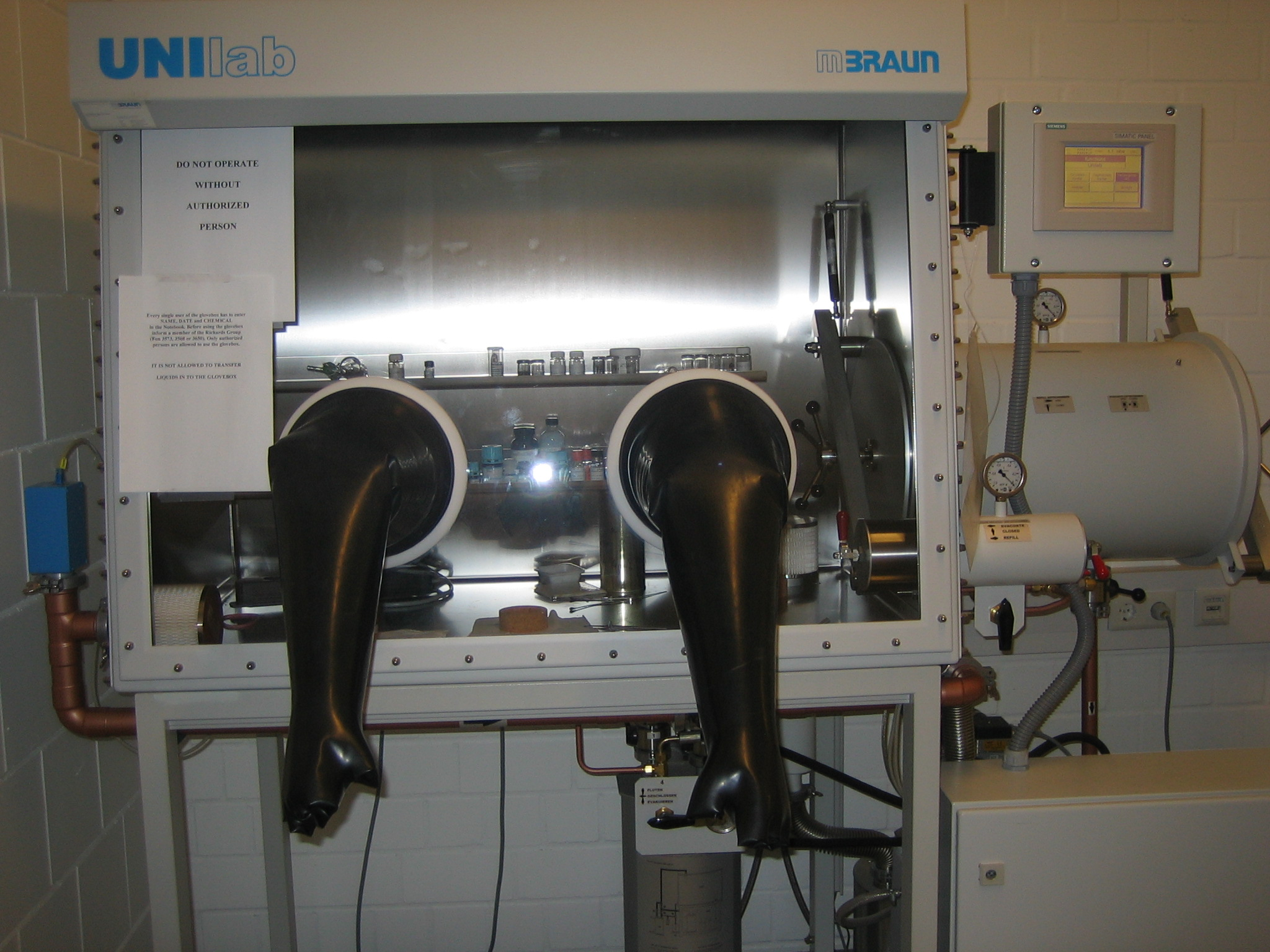
隔壁の例（写真は化学用グローブボックスだが、形状や構造はほぼ同じ）

安全キャビネットはその構造により、3種類に分類される (WHO 2004, §10) 。
- クラスI：ドラフト + 排気滅菌（吸気が未滅菌のため、箱内に無菌性はない）
- クラスII：ドラフト + 排気滅菌 + 滅菌吸気エアカーテン
- クラスIII：ドラフト + 排気滅菌 + 滅菌吸気 + 隔壁（グローブボックス）

なお、クラスIIの安全キャビネットとバイオクリーンベンチはともにエアカーテンがあり構造が似ているが、前者は陰圧、後者は陽圧であるうえ (川上 2004) 、排気口にフィルタが付いているとは限らず、安全キャビネットのような法的な規格 (厚生労働省 2007) で漏洩防止は定められていないため、バイオクリーンベンチでは封じ込めは期待できないことに注意が必要である。

## 使用上の注意
安全キャビネットの中には、使用しないときに机面や側壁等を殺菌するために、殺菌灯が付いているものがある。これを点灯させたままで作業すると紫外線により皮膚癌や白内障の危険があるので、作業時は必ず消灯すること。

## 製造業者
日本で流通している安全キャビネット（バイオハザード対策用キャビネットと各メーカーは記載）のメーカーとしてエスコ、オリエンタル技研、ダルトン、日本医化器械製作所、日本エアーテック、ハイアール(旧・三洋電機と合弁で設立した旧・三洋ハイアール株式会社。後のハイアール三洋エレクトリック株式会社、ハイアールアジアインターナショナル株式会社)、PHC（旧・三洋電機）、日立産機システム、プロックスなどがある（五十音順）。